# Johann Horvath
Johann Horvath (Imperio austrohúngaro; 20 de mayo de 1903-30 de julio de 1968) fue un futbolista austriaco que jugaba en la posición de delantero.

## Carrera

### Club
Fue uno de los mejores jugadores austriacos durante los años 1920 militando en varios equipos de la capital Viena iniciando y terminando su carrera con el 1. Simmeringer SC, carrera que inició en 1920 y se retiró en 1940[cita requerida]. En ese periodo a nivel de equipo ganó dos títulos de liga y uno de copa a finales de los años 1920 con el SK Rapid Viena en el que anotó 24 goles en 44 partidos[cita requerida].

### Selección nacional
Con Austria jugó 46 partidos y anotó 29 goles entre 1924 y 1934, debutando el 13 de enero de 1924 en un partido amistoso ante Alemania, partido en el que anotó su primer gol con selección nacional.
Participó en la Copa Mundial de Fútbol de 1934 celebrada en Italia en la que anotó dos goles y ayudó a su selección a llegar a las semifinales. Su retiro de la selección nacional se dio en octubre de 1934 en un partido amistoso ante Hungría.
Falleció el 30 de julio de 1968 a la edad de 65 años, pero nunca se supo la causa de su fallecimiento con certeza.

### Goles con Selección Nacional
| #   | Fecha      | Sede                                           | Rival          | Marcador | Resultado | Torneo                                               |
| --- | ---------- | ---------------------------------------------- | -------------- | -------- | --------- | ---------------------------------------------------- |
| 1.  | 13-1-1924  | Städtisches Stadion, Nuremberg, Imperio alemán | Alemania       | 3–4      | 3–4       | Amistoso                                             |
| 2.  | 4-5-1924   | Hungária körúti Stadion, Budapest, Hungría     | Hungría        | 1–1      | 2–2       | Amistoso                                             |
| 3.  | 21-5-1924  | Simmeringer Sportplatz, Vienna, Austria        | Bulgaria       | 1–0      | 6–0       | Amistoso                                             |
| 4.  | 21-5-1924  | Simmeringer Sportplatz, Vienna, Austria        | Bulgaria       | 3–0      | 6–0       | Amistoso                                             |
| 5.  | 21-5-1924  | Simmeringer Sportplatz, Vienna, Austria        | Bulgaria       | 4–0      | 6–0       | Amistoso                                             |
| 6.  | 22-6-1924  | Hohe Warte Stadium, Vienna, Austria            | Egipto         | 3–0      | 3–1       | Amistoso                                             |
| 7.  | 14-9-1924  | Hohe Warte Stadium, Vienna, Austria            | Hungría        | 1–0      | 2–1       | Amistoso                                             |
| 8.  | 21-12-1924 | Camp de Les Corts, Barcelona, España           | España         | 1–1      | 1–2       | Amistoso                                             |
| 9.  | 22-3-1925  | Hohe Warte Stadium, Vienna, Austria            | Suiza          | 2–0      | 2–0       | Amistoso                                             |
| 10. | 5-7-1925   | Stockholm Olympic Stadium, Estocolmo, Suecia   | Suecia         | 1–0      | 4–2       | Amistoso                                             |
| 11. | 5-7-1925   | Stockholm Olympic Stadium, Estocolmo, Suecia   | Suecia         | 2–0      | 4–2       | Amistoso                                             |
| 12. | 5-7-1925   | Stockholm Olympic Stadium, Estocolmo, Suecia   | Suecia         | 4–0      | 4–2       | Amistoso                                             |
| 13. | 10-10-1926 | Hohe Warte Stadium, Vienna, Austria            | Suiza          | 3–0      | 7–1       | Amistoso                                             |
| 14. | 10-10-1926 | Hohe Warte Stadium, Vienna, Austria            | Suiza          | 4–0      | 7–1       | Amistoso                                             |
| 15. | 10-10-1926 | Hohe Warte Stadium, Vienna, Austria            | Suiza          | 5–1      | 7–1       | Amistoso                                             |
| 16. | 7-11-1926  | Hohe Warte Stadium, Vienna, Austria            | Suecia         | 1–0      | 3–1       | Amistoso                                             |
| 17. | 10-4-1927  | Hohe Warte Stadium, Vienna, Austria            | Hungría        | 6–0      | 6–0       | Amistoso                                             |
| 18. | 7-4-1929   | Hohe Warte Stadium, Vienna, Austria            | Italia         | 1–0      | 3–0       | 1927–30 Dr. Gero Cup                                 |
| 19. | 7-4-1929   | Hohe Warte Stadium, Vienna, Austria            | Italia         | 3–0      | 3–0       | 1927–30 Dr. Gero Cup                                 |
| 20. | 27-10-1929 | Wankdorf Stadium, Berna, Suiza                 | Suiza          | 2–1      | 3–1       | 1927–30 Dr. Gero Cup                                 |
| 21. | 23-3-1930  | Letenský Stadion, Prague, Czechoslovakia       | Checoslovaquia | 1–0      | 2–2       | Amistoso                                             |
| 22. | 23-3-1930  | Letenský Stadion, Prague, Czechoslovakia       | Checoslovaquia | 2–1      | 2–2       | Amistoso                                             |
| 23. | 22-2-1931  | San Siro, Milan, Italia                        | Italia         | 1–0      | 1–2       | 1931-32 Dr. Gero Cup                                 |
| 24. | 12-4-1931  | Hohe Warte Stadium, Vienna, Austria            | Checoslovaquia | 2–1      | 2–1       | 1931-32 Dr. Gero Cup                                 |
| 25. | 25-4-1934  | Praterstadion, Vienna, Austria                 | Bulgaria       | 1–0      | 6–1       | clasificación para la Copa Mundial de Fútbol de 1934 |
| 26. | 25-4-1934  | Praterstadion, Vienna, Austria                 | Bulgaria       | 2–0      | 6–1       | clasificación para la Copa Mundial de Fútbol de 1934 |
| 27. | 25-4-1934  | Praterstadion, Vienna, Austria                 | Bulgaria       | 3–0      | 6–1       | clasificación para la Copa Mundial de Fútbol de 1934 |
| 28. | 31-5-1934  | Stadio Littorale, Bologna, Italia              | Hungría        | 1–0      | 2–1       | Italia 1934                                          |
| 29. | 7-6-1934   | Stadio Giorgio Ascarelli, Nápoles, Italia      | Imperio alemán | 1–2      | 2–3       | Italia 1934                                          |

## Logros
- Bundesliga de Austria (2): 1929, 1930
- Copa de Austria (1): 1929